# Acraea albida
Acraea albida är en fjärilsart som beskrevs av Aurivillius 1913. Acraea albida ingår i släktet Acraea och familjen praktfjärilar. Inga underarter finns listade i Catalogue of Life.